# Bataille de Valverde
Guerre de Sécession
Batailles
Campagne du Nouveau-Mexique
- Valverde
- Glorieta Pass
- Albuquerque
- Peralta

La bataille de Valverde (20-21 février 1862), qui eut lieu près de la ville de Valverde dans le Territoire du Nouveau-Mexique, fut une victoire majeure de la Confédération dans la campagne du Nouveau-Mexique pendant la guerre de Sécession, même si les Confédérés durent reculer ensuite, après la bataille de Glorieta Pass, qui fut une victoire de l'Union. Les forces en présence était la cavalerie confédérée du Texas et plusieurs compagnies de volontaires confédérés d’« Arizona » (en fait, du sud du Nouveau-Mexique) appartenant à l'armée du Nouveau-Mexique contre des soldats de l'armée de l'Union et de volontaires, venus du nord du Nouveau-Mexique.
Le général Henry Hopkins Sibley conduisit sa brigade de près de 2 500 hommes au-delà du Rio Grande et sur la rive orientale de la rivière jusqu'au gué près de Valverde, au nord de Fort Craig, espérant couper les communications de l'Union entre le fort et leurs quartiers-généraux à Santa Fe. Le lieutenant-colonel Edward Richard Sprigg Canby de l'Union quitta Fort Craig avec 3 200 hommes pour empêcher les Confédérés de traverser la rivière. Lorsqu'il fut en face d'eux, Canby ouvrit le feu en hâte et envoya ensuite la cavalerie de l'Union, ainsi qu'une petite partie de son infanterie et de son artillerie, de l'autre côté de la rivière, forçant les Confédérés à reculer.

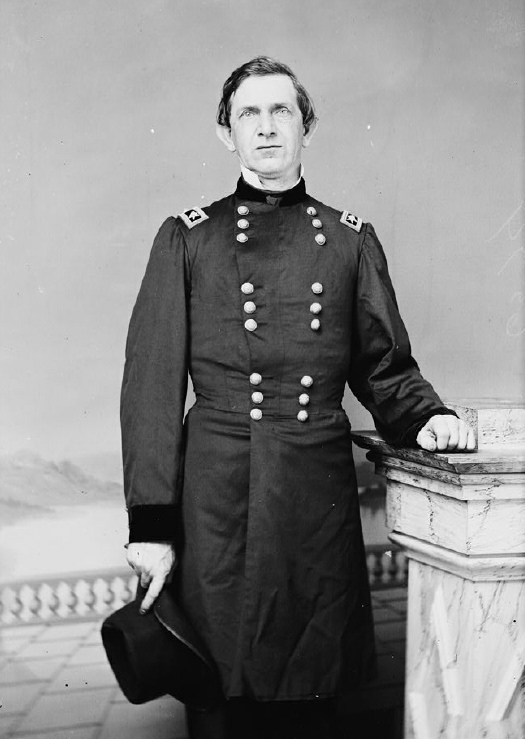
Edward Richard Sprigg Canby.

Ceux-ci arrêtèrent leur retraite le long du lit du Vieux Rio Grande, ce qui constituait une excellente position défensive. Après avoir fait traverser tous ses hommes, Canby décida qu'un assaut frontal massif échouerait et déploya ses forces pour assaillir les Confédérés par le flanc gauche. Mais avant qu'il ne puisse le faire, les  Confédérés attaquèrent. Les soldats de l'Union ripostèrent par une charge de cavalerie, mais la force principale confédérée lança un assaut frontal, capturant une batterie de six pièces d'artillerie et brisant la ligne de bataille de l'Union, ce qui provoqua une déroute. Canby réussit à réorganiser rapidement ses hommes et ordonna une retraite vers le fort. Des renforts confédérés arrivèrent et Sibley s'apprêtait à ordonner une nouvelle attaque, quand Canby envoya un drapeau blanc demandant un cessez-le-feu pour ôter les corps des morts et des blessés. En bon gentleman, Sibley accepta.
Laissés en possession du champ de bataille, les Confédérés crièrent victoire, mais ils avaient subi de lourdes pertes : 68 morts, 160 blessés, 35 capturés ou portés manquants, contre 187 blessés ou morts de l'autre côté. Ils continuèrent leur avancée jusqu'à occuper Albuquerque et Santa Fe, mais furent forcés de quitter le Territoire du Nouveau-Mexique après seulement quelques mois à cause du manque d'approvisionnement. Les Confédérés se replièrent sur El Paso au Texas, le point de départ de la campagne du Nouveau-Mexique, les unionistes de Canby les suivant lentement sans faire aucune tentative pour reprendre le combat.